# 小室芹奈
小室 芹奈（こむろ せりな）は、日本の緊縛師、タレント。SMライブショー、SM系の映像作品、民放、CS、インターネットテレビ等に出演している。誕生日は11月18日。

## 略歴
美容師、雑誌モデル、ネイリスト等を経て、デビュー。当初は「小室 瀬理奈」名で活動していたが、後に現在の表記に改めた。
全身の刺青は芸術的である。
2009年、出演した『DEATH LOOP VOL.1 人生最悪の屈辱達磨！！ 野垂れイキ痙攣女王』(メーカー:BLACK BABY。監督:Baba★Za★Babby)は、AVグランプリの「凌辱作品部門」にエントリーされ優秀賞を受賞した。賞金50万円

## 出演作品

### 写真
- 月刊ZUBA!（漫画）
- スナイパー
- スナイパーEVE
- TATTOO THE LIFE Vol.2（タトゥーザライフ）グラビア
- 司書房、ミストレス
- 写真集 LOVE TATOO （フォトグラファー：今村俊彦）
- 個展：国内（フォトグラファー：荒木経惟）
- 個展：海外「ウィーン」（フォトグラファー：荒木経惟）
- 個展：海外「ニューヨーク」（フォトグラファー：トレーシー・パンチェス）
- 海外グラビア：プレイボーイ（フォトグラファー：トレーシー・パンチェス）
- 週刊宝石（フォトグラファー：荒木経惟）
- FRIDAY（複数回）
- 週刊フラッシュ（複数回）
- 三和出版、各誌（マニアクラブ、秘小説、緊縛師列伝など）
- 司書房、各誌（ビザールマガジン、SM秘密倶楽部、他）
- 桜桃書房、カルメン
- ビデオ・ザ・ワールド
- ヤングマガジン増刊エグザクタ（フォト：今村俊彦）
- 月刊実話ドキュメント：刺青沃華グラビア（複数回）
- 月刊実話マグナム：グラビア
- 恵文社、刺青女曼陀羅 甲斐大泉写真集
- カレンダー：実話ドキュメントから転載
- 週刊女性：ネックレスのモデル
- 日刊現代新聞：生活密着記事
- 内外タイムス：劇場緊縛ショーの取材
- ブブカ（フォト：今村俊彦）
- サンケイスポーツ
- 2010女刺青美カレンダー

### ライブショー
パートナー出演
- 六本木ミストレスバー
- 船橋若松劇場
- 大阪九条OS
- 横浜浜劇
- 渋谷VUENOS

他多数
- 弁天スタジオ（雪村春樹緊縛「未公開」）
- 新宿ゴールデン街劇場（雪村春樹緊縛）
- 大阪縛翔館（速水健二緊縛）
- 高円寺縛翔館（奈加あきら緊縛）

メイン出演
- 赤羽サイテスワン
- 池袋ルビー
- 六本木ミストレスバー
- 神戸クレイジーボンバーナイト
- 六本木ルナシ・ソ・アレ
- 新宿DX歌舞伎町
- 西川口テアトルミュージック
- 札幌BARBAR主催 THE奇妖乱
- 札幌BARBAR
- 新宿シアターPOO 女王様の毒艶会inTOKYO
- 新宿シアターPOO 新宿大調教祭
- 台湾SHOWHOUSE

他多数

### TV
- TBS

上岡龍太郎スペシャル（スタープロジェクト）
懺悔の値打ちもないけれど「再現VTR」（スタープロジェクト）
- テレビ東京

オニ発注!!
ゴッドタン
- テレビ朝日

トゥナイト2
- 伊藤園CM ジャスミン茶（クラシックコンサート会場編）
- インターネットTV MOPAL

鳥肌実のトリジャジーラ放送
婦の溜粋息
Sの世界
他多数

### 映画
- さよなら、刺青･･･（新東宝、稲尾組作品）
- 恋色 平成春団子の妻（新東宝、稲尾組作品）

他

### アダルトビデオ
BLACK BABY
- DEATH LOOP Vol.1 人生最悪の屈辱達磨!!野垂れイキ痙攣女王

アート（アヴァ）
- 人妻奴隷 極道の贄3 （夢流ZOU 監督）
- アルゴラグニア官能（V）（ダイジェスト作品）
- 乱らんまい舞'98（極道の贄 他出演）
- 吊り責め緊縛 縄鳴き乱れ鳥

シネマジック
- その女、青刺あり…（赤井鯉三郎 監督、奈加あきら 共演）
- レスボスの掟（海野真珠 主演 菊川あずみ 共演）
- レスボスの掟2 嫉妬と悲鳴（姫咲しゅり 主演）
- 被虐の女戦士 暗黒死闘篇（青木玲、朝比奈ゆい、如月稟、奈加あきら 共演）
- 嫉妬とよだれ（雪村春樹 監督）
- 女に虐められる女たち S女M女同性調教秘宝館 （2010年12月1日）…オムニバス作品 他出演:若槻朱音、姫咲しゅり、ささきふう香、みずなあんり、坪井あみか、阿当真子（合沢萌）、池野朋、早坂純、浅井千尋、今井ゆり、松下ゆうか（愛乃彩音、藤咲ゆうか）、若瀬まどか、後藤亜美、常磐エレナ

ビッグモーカル
- 刺青調教48時間（前・後編）（ダーティー工藤 監督）
- 縄濡れ奴隷姉妹（ダーティー工藤 監督、風間恭子 共演）
- 蠱惑の隷嬢（ダーティー工藤 監督、藤岡未玖 共演）
- 女王様がいっぱい（ダーティー工藤 監督）
- 柔肌淫画奴隷 スチール撮影縄中継（ダーティー工藤 監督）
- おしゃぶり天国2（ダーティー工藤 監督）
- 緊縛刺青調教 小室芹奈（ダーティー工藤 監督）

アタッカーズ
- 龍縛 愛玩調教2 女組長（奈加あきら 共演）
- 龍縛 監禁凌辱 被虐のラストノート（小泉キラリ 共演）
- 蛇縛 女獄監禁（上原里香 共演）
- 蛇縛のレズギャング（持田茜、辰神麗子、SHIHO 共演）
- アタッカーズ7周年記念スペシャル 淫獣女狐の欲望（姫咲しゅり、筒見友、杉森風緒、岡崎美女、三咲まお、つかもと友希、渡瀬晶、風間恭子 共演）
- サイキックエージェント留華（上原留華 共演）
- 凌辱指令24時（上原留華 共演）

グローリークエスト
- 乱舞館 縛
- 完全緊縛強姦４（No.18）

ゼウスコレクション
- 聖 4（田中正夫 監督）
- 聖 5（田中正夫 監督）

KK．コスミック
- 淫縛の不死鳥「フェニックス」秘奴（大木真澄 監督）
- マリーの聖水2（大木真澄 監督）
- 淫刻美肌責め（大木真澄 監督）

サンセットカラー
- 巨乳女子高生 六（雪村春樹 監督）
- 縄情話（雪村春樹 監督）
- 縛詩（雪村春樹 監督）

ハニーアーツ
- Y's PLAY BONDAGE stage B（雪村春樹緊縛 非公開ライブ）

不二企画
- 蛙縛りにうごめく縄の美神芹奈（濡木痴夢男 緊縛）
- 包帯緊縛 悶える白い海亀（濡木痴夢男 緊縛）
- 股縄亀甲 彩色蛇女逆さ吊り変化（濡木痴夢男 緊縛）

アリス
- とろけるスペシャル・3　小室瀬理奈

PROJECTION
- 発禁SM映像

麒麟堂
- TATTOO 悦虚の刻印（奈加あきら 共演）

YELLOW BOX
- 愛奴2

MOODYZ
- SM

ゴールドラッシュ
- ダークエンゼル（村上かほり 共演）

ソフト・オン・デマンド
- 熟爛漫19（小早川美晴 共演）

ネクストイレブン
- 極妻炎情・妖艶人妻（桜たまき 共演）

シネマK
- 強制連行された女たち 美女拷問レイプ人体実験（ヘンリー塚本 監督）
- 女と女火の接吻 大全集（ヘンリー塚本 監督）

FAプロ
- レイプされた担任教師 野村玲子のふしだらな魅力（ヘンリー塚本 監督）

ミロック映画社
- レイプ